# Харківський науково-дослідний та проектно-конструкторський інститут «Енергопроект»

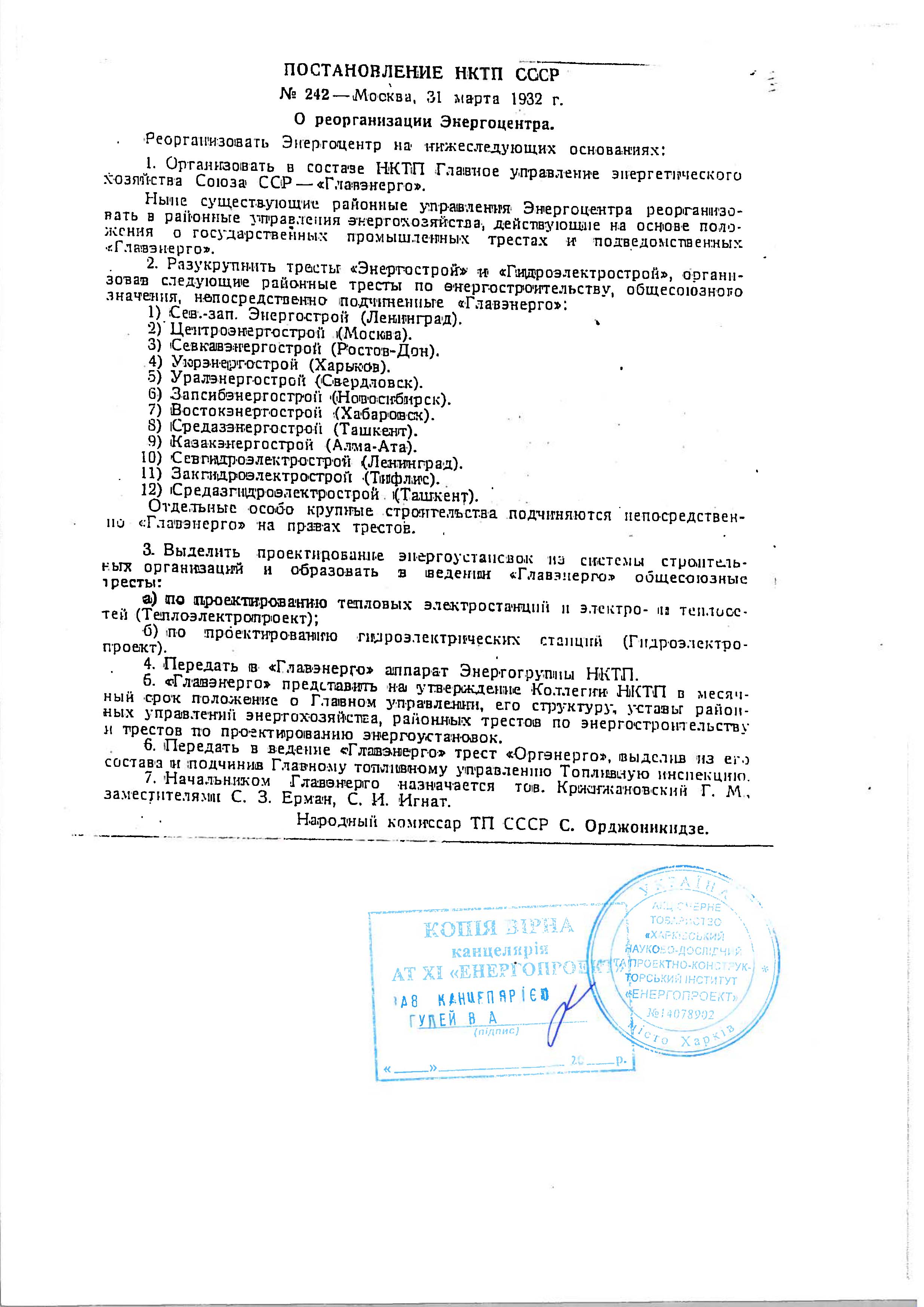
Постанова НКТП СРСР № 242 від 31 березня 1932 року.

Харківський науково-дослідний та проектно-конструкторський інститут «Енергопроект» — основний профіль діяльності — Комплексне проєктування, реконструкція, технічне переоснащення діючих теплових, атомних електростанцій, сховищ відпрацьованого ядерного палива, сховищ твердих і рідких радіоактивних відходів, навчально-тренувальних центрів для підготовки експлуатаційного і ремонтного персоналу; Всі види проєктно-кошторисної документації, організаційно-методична, нормативно-технічна документації з питань, пов'язаних з енергетикою. Має організаційно-правову форму акціонерного товариства

## Історія
Харківське відділення інституту "Теплоелектропроект" - одне з найстаріших відділень, було утворено 31 березня 1932р. і отримало назву Південно-Східного відділення Державного всесоюзного тресту по проєктуванню і дослідженню теплових електричних станцій, електромереж і підстанцій «Теплоелектропроект». 
За минулі роки назва ТЕП змінювалося неодноразово.  
У 1982 по 1986р. - це Харківське відділення інституту «Атомтеплоелектропроект».  
З 1986р. це  Харківське відділення  Всесоюзного державного науково-дослідного і вишукувального інституту «Атомелектропроект». 
У 1991р. Харківське відділення стало самостійним інститутом. 
Всі ці роки Харківське відділення ТЕП займалося комплексним проєктуванням теплових і атомних електростанцій, житлових селищ енергетиків та інших енергетичних об'єктів.
Діяльність інституту нерозривно пов'язана з історією розвитку енергетики колишнього Радянського Союзу і особливо України. Більше 60% енергетичних потужностей теплових і атомних електростанцій України побудовано за проєктами відділення, колектив якого завжди стояв на передових рубежах вітчизняної енергетики. Вперше в колишньому СРСР за проєктами Харківського відділення впроваджувалися на електростанціях країни головні агрегати та енергоблоки потужністю 100, 150, 200, 300, 800 МВт.
Всього за проєктами відділення було введено більше 33 ГВт потужностей на вітчизняних ТЕС і більше 1,5 ГВт на зарубіжних об'єктах.
Починаючи з 1970р. відділення приступає до проєктування АЕС з реакторами ВВЕР-1000, і атомна тематика стає основною його діяльністю. Харківський інститут  "Енергопроект", як ген. проєктувальник, забезпечив введення на АЕС 9 ГВт потужностей, і як проєктувальник машинних залів - 3 ГВт потужностей.
У 1996 році на базі інституту створено відкрите акціонерне товариство "Харківський науково-дослідний і проектно-конструкторський інститут" Енергопроект ", яке сьогодні є провідною організацією з проєктування та проєктного забезпечення експлуатації теплових і атомних електростанцій в Україні.

## Проєкти ТЕС
До числа найбільш потужних станцій, спроєктованих інститутом в Україні, відносяться:
Вуглегірська ТЕС - 3600МВт, Запорізька ТЕС - 3600МВт, Криворізька ТЕС-2 - 3000МВт, Придніпровська ТЕС - 2400МВт, Зміївська ТЕС - 2400МВт, Старобешівська ТЕС - 2300МВт, Луганська ТЕС - 2300МВт, Слов'янська ТЕС - 2100МВт, Курахівська ТЕС - 1670МВт, Зуївська ТЕС- 2 - 1200МВт, Харківська ТЕЦ-5 - 490МВт

## Проєкти АЕС
Інститут є генеральним проєктувальником Південно-Української та Запорізької АЕС, брав участь в проєктуванні Рівненської АЕС, Балаковської, Ростовської, Курської і Смоленської АЕС в Росії і АЕС "Козлодуй" в Болгарії.                
1. ↑  Постановление коллегии Народного Комиссариата Тяжелой Промышленности СССР о реорганизации Энергоцентра. (Утверждено Политбюро ЦК ВКП(б) 23.III.1932 г.) Приложение № 8 к п. 23 пр. ПБ № 93. | Проект «Исторические Материалы». istmat.info. Архів оригіналу за 4 серпня 2021. Процитовано 4 серпня 2021. [Архівовано 2021-08-04 у Wayback Machine.]